# Abies Sect. Abies
Секција Abies је део рода јела који обухвата типску врсту — белу јелу (Abies alba). Ареал секције простире се кроз средњу и јужну Европу, Анадолију и еуксинску област Кавказа.
Секција Abies обухвата следеће врсте:
- (бела јела)
- (бугарска јела)
- (грчка јела)
- (киликијска јела)
- (сицилијанска јела)
- (кавкаска јела)